# Vanessa kershawi
Vanessa kershawi là một loài bướm ngày có phạm vi phân bố chủ yếu là giới hạn ở Úc, mặc dù gió tây đã phân tán đến các đảo phía đông của Australia, bao gồm cả New Zealand. Trong mùa xuân dành cho con trưởng thành di cư về phía nam với số lượng lớn từ phía bắc bang Queensland và New South Wales. 
Cây thực phẩm chính của loài này là Ammobium alatum. Vanessa kershawi giống với [[Vanessa cardui V. cardui đôi khi được xem là một phân loài của nó.

## Hình ảnh

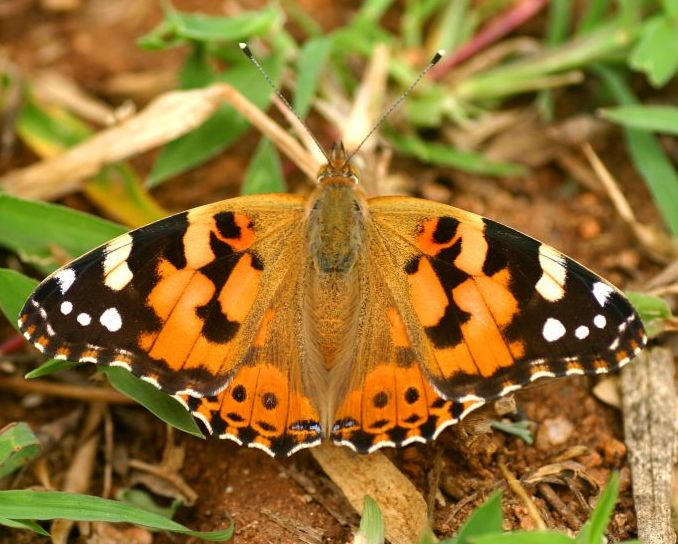
Vanessa cardui
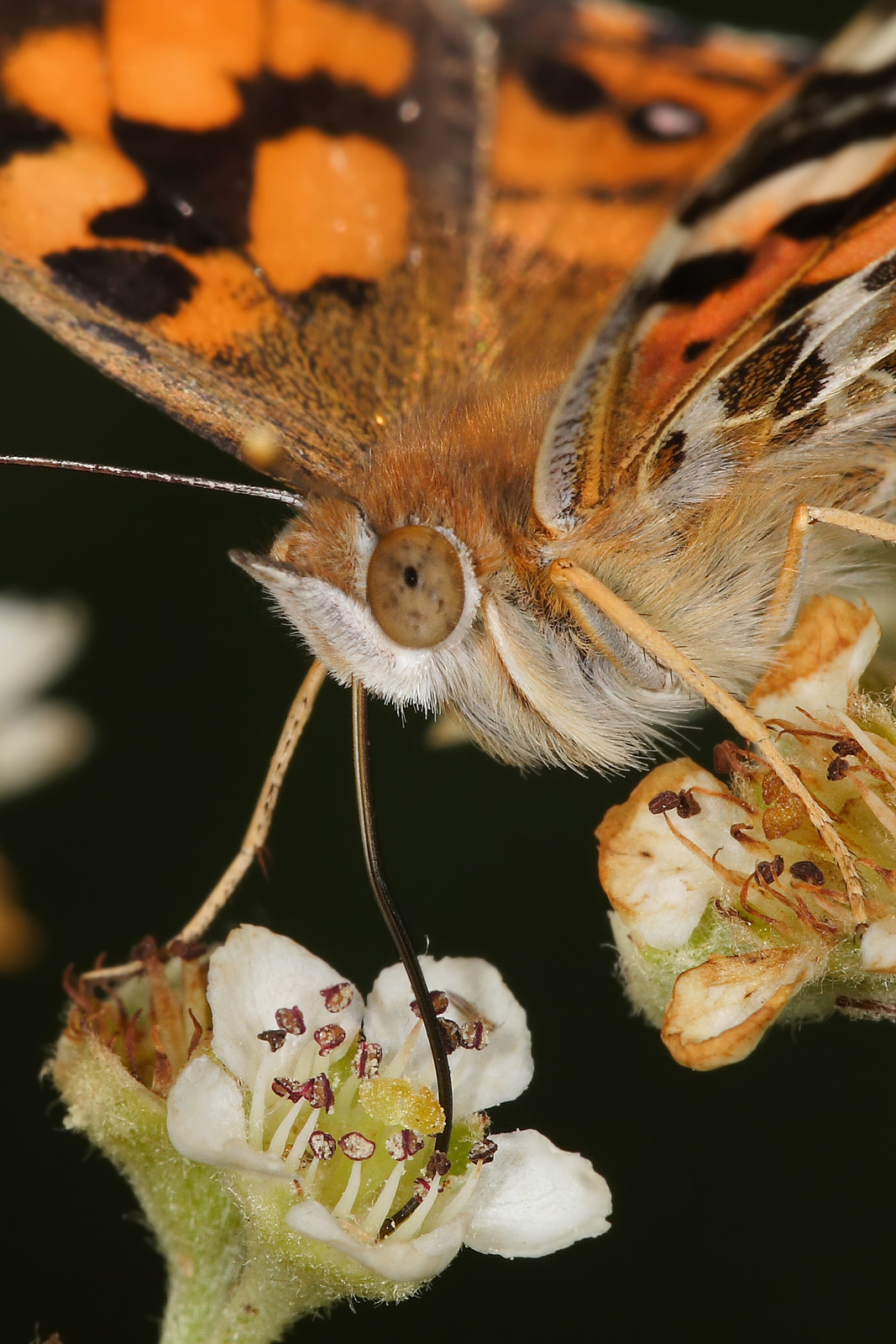
đang ăn
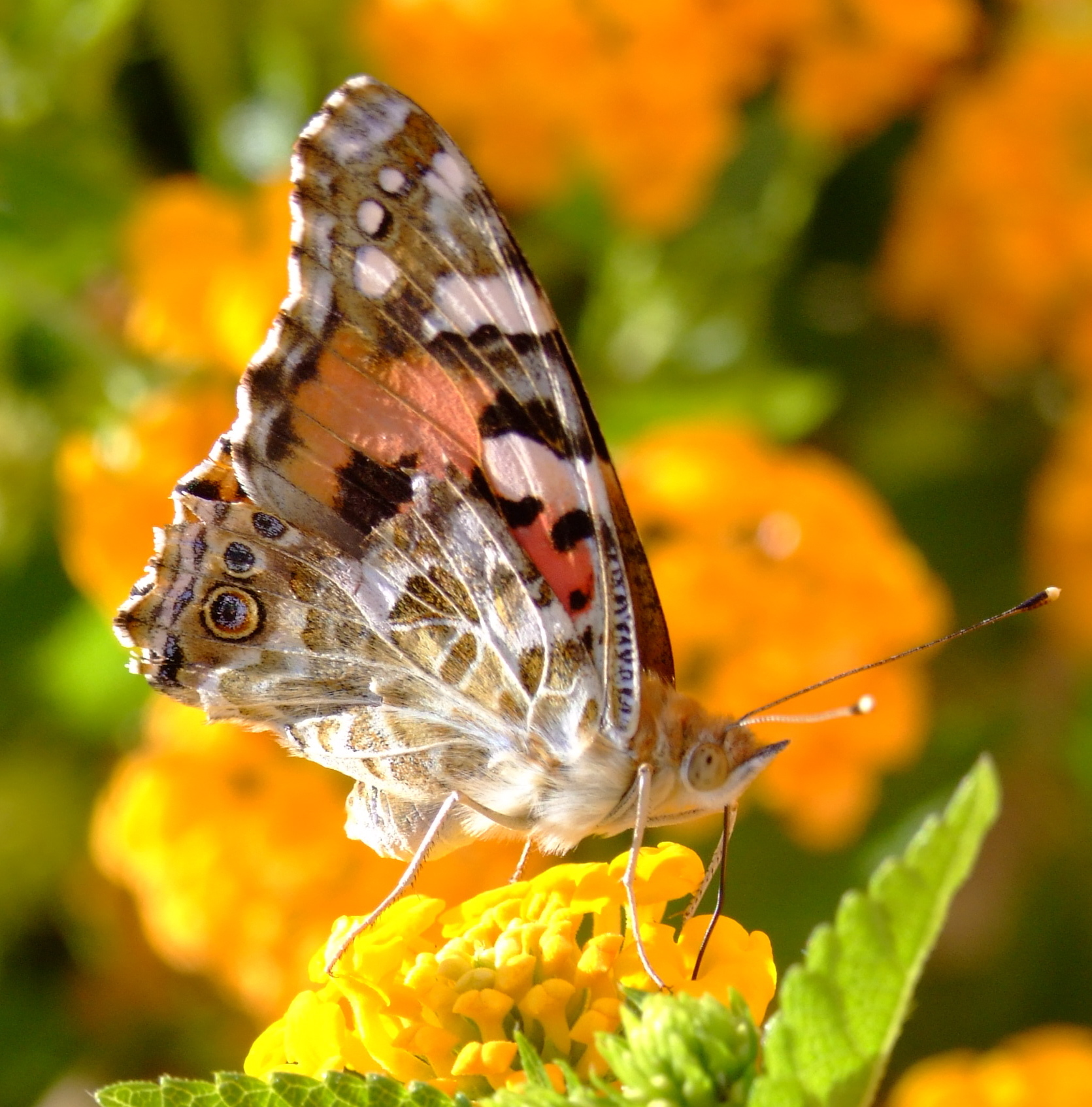
đang đậu trên hoa vàng